# Aiguafort

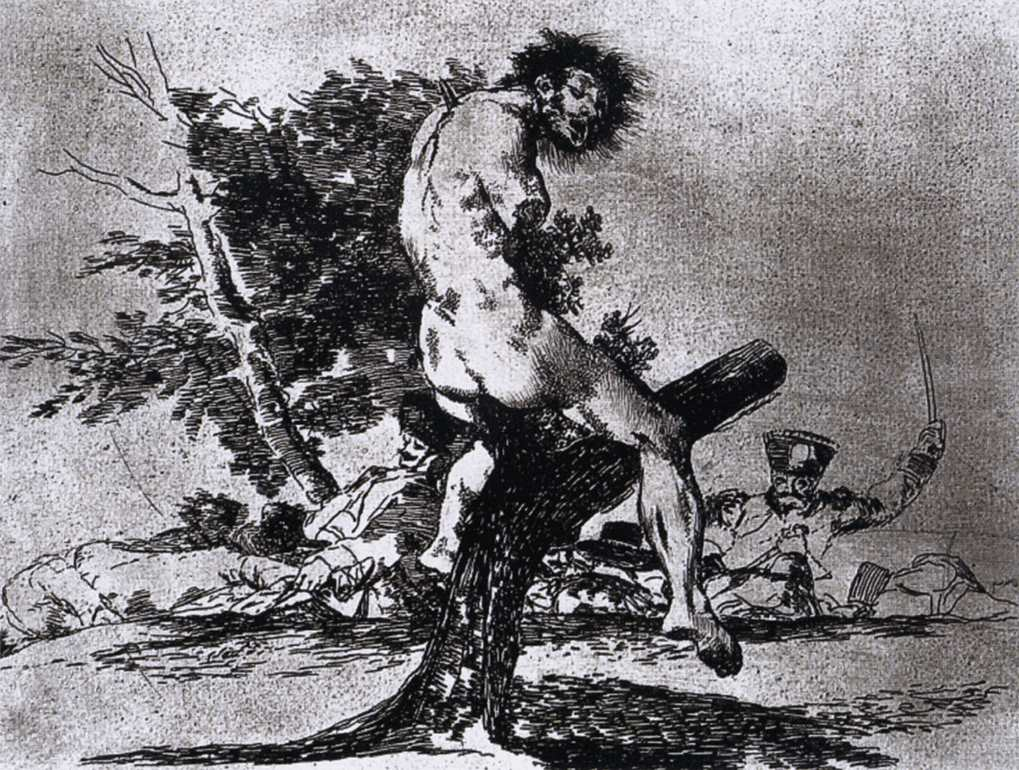
Aiguafort de Goya, «Eso es peor», 1812-1815

L'aiguafort (del llatí, aqua forte, aigua forta) és una modalitat de gravat al buit en què la tinta es diposita a les parts gravades o buidades. La matriu és de metall i actua com una calcografia, es treballa de manera indirecta per l'acció corrosiva d'un àcid nítric rebaixat amb aigua sobre una planxa metàl·lica de coure, acer o zinc. La tècnica, inspirada pes Àrabs es va desenvolupar a l'inici del segle xvi a Florència i es va difondre ràpidament a França i Alemanya.

## Procediment

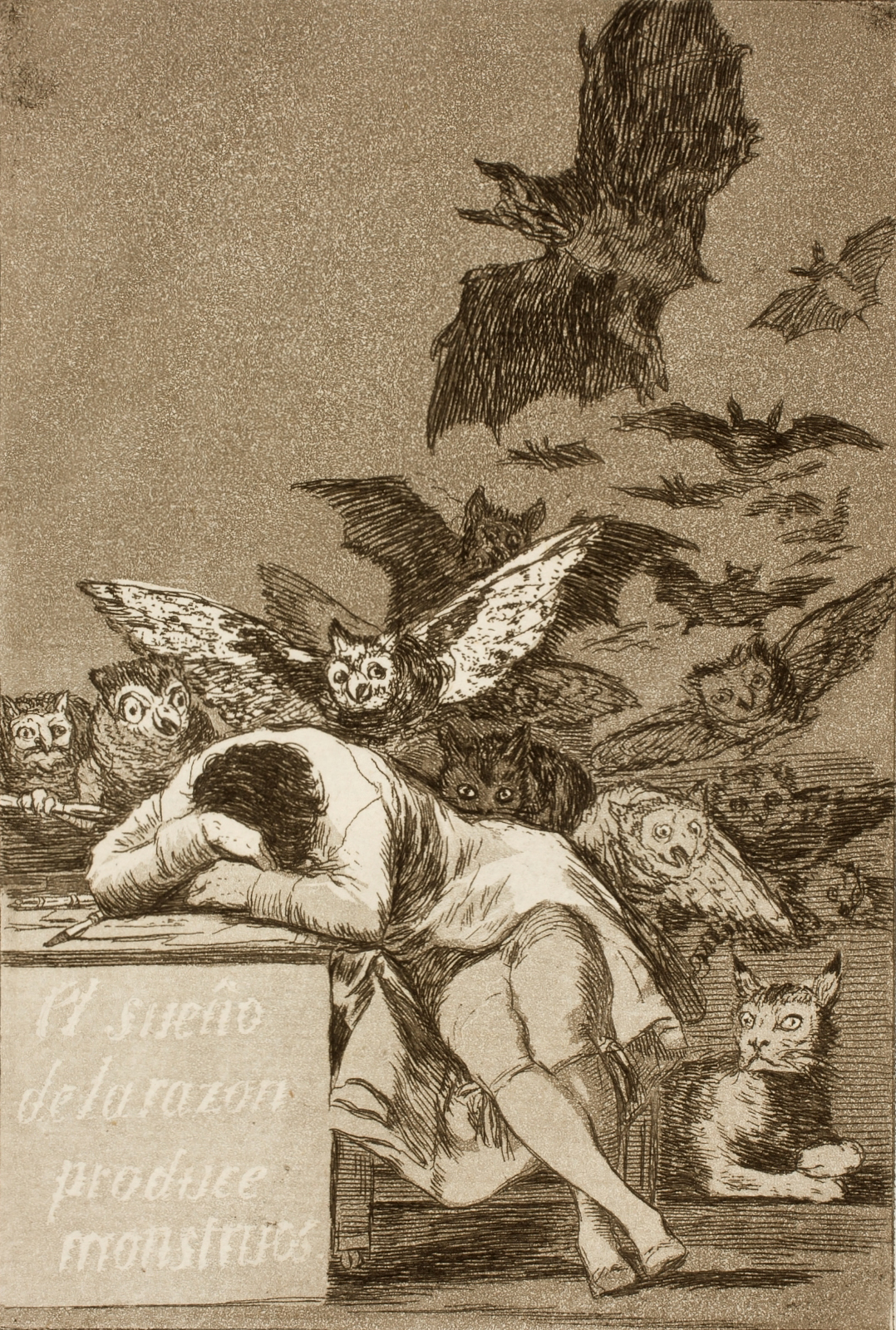
Aiguafort de Francisco de Goya, El somni de la raó produeix monstres, 1797

L'aiguafort es realitza prenent com a base una planxa o làmina d'aliatge metàl·lica, habitualment de ferro i zinc. Aquesta es recobreix d'una fina capa de vernís protector, o de cera resistent als àcids. El gravador dibuixa amb un burí de punta cònica molt afuada en aquesta capa de vernís, arribant just fins al coure sense penetrar-hi. Posteriorment se submergeix la làmina amb el seu vernís en una solució d'aigua i àcid nítric. Aquesta solució és la que li dona el nom a la tècnica. Aquesta solució corroeix el coure a les zones en què aquest no està protegit pel vernís, i deixa uns solcs. El temps d'immersió de la làmina en l'àcid determina la profunditat de la línia en el gravat, atorgant-li a més gran temps major valor.
Es retira el vernís, i la planxa ja està preparada per al procés d'estampació. S'impregna la superfície amb una tinta espessa que penetra en els solcs i es retira el sobrant. Es posa sobre la planxa un paper especial, humit per fer-lo una mica esponjós, i sobre ell, una mantellina de llana, i es passa per una premsa formada per una platina de metall i dos corrons. El paper penetra en els solcs i s'impregna de la tinta, obtenint una imatge simètrica a la que es troba a la matriu.
Un dels avantatges d'aquesta tècnica sobre altres és que es poden corregir els errors, o fer-se retocs. El més important és no ratllar el coure amb l'estilet. Si es vol esborrar una línia o dibuix n'hi ha prou amb passar per sobre un pinzell amb vernís, i un cop s'ha assecat, es torna a dibuixar. Una altra qüestió és la profunditat dels solcs, que es pot fer més o menys depenent de la concentració i del temps d'exposició de la planxa a la solució corrosiva.

## Galeria
Alguns dels aiguaforts coneguts són Los desastres de la guerra, de Goya, que els va fer servir per fer de cronista de la Guerra del Francès. Aquests gravats van ser publicats el 1863, trenta-cinc anys després de la mort de l'autor. Un altre artista que es dedicà exclusivament al gravat fou Piranesi. En el seu taller treballaven molts artistes que preparaven les planxes i elaboraven les parts més mecàniques, com ara les zones enfosquides. Rembrandt també té diverses obres en aiguafort, així com Van Dyck o Guido Reni. A Catalunya destaquen les obres de Marià Fortuny, Alexandre de Riquer i Xavier Nogués.

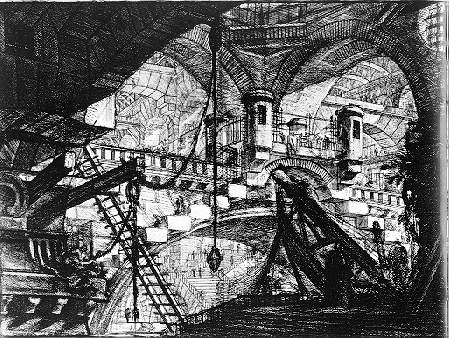
Piranesi, Presó XI, aiguafort, segle XVIII
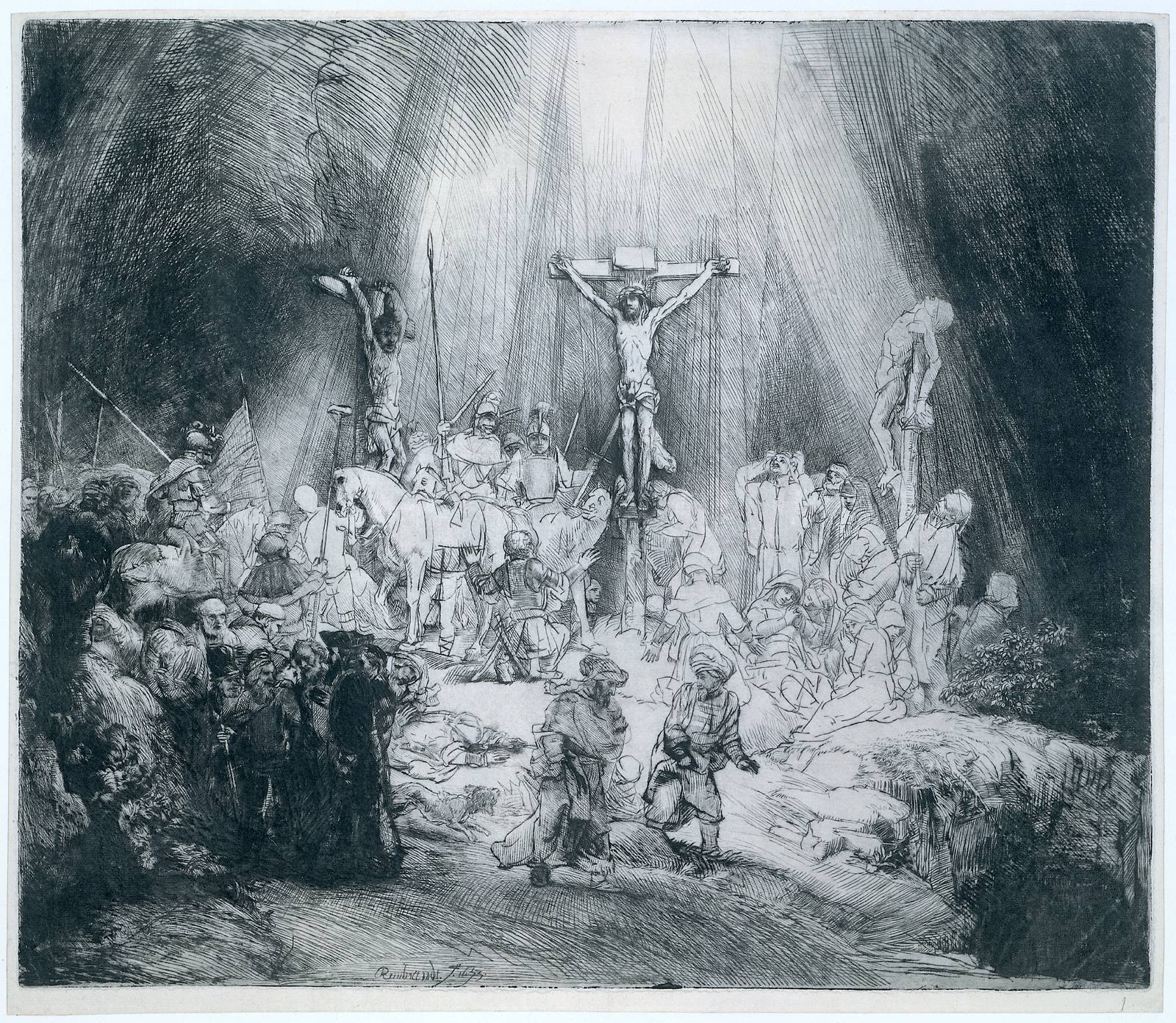
Rembrandt, Les tres creus, aiguafort i punta seca, 38.7 x 45 cm, 1661.